# Adam Moltke (1868-1958)
 Der er flere personer med dette navn, se Adam Moltke.
Adam Gottlob greve Moltke (27. juli 1868 på Espe – 29. juni 1958 sammesteds) var en dansk godsejer.
Han var søn af hofjægermester, greve Otto Moltke (1828-1868) og hustru Julie f. Sehestedt Juul (1845-1899) og arvede allerede 1868 Espe og Bonderup, som han gradvist overtog ledelsen af. Han var kammerherre, hofjægermester, Ridder af Dannebrog, Dannebrogsmand og dekoreret med udenlandske ordener.
Han blev gift 18. oktober 1892 på Gisselfeld med Ingeborg komtesse Danneskiold-Samsøe (10. august 1871 på Frijsenborg – 2. januar 1942, ægteskabet opløst, gift 2. gang med lensbaron Otto Reedtz-Thott), datter af hofjægermester, lensgreve Christian Danneskiold-Samsøe og hustru Henriette f. komtesse Krag-Juel-Vind-Frijs.
Han er begravet på Boeslunde Kirkegård.